# أبوت وكوستيلو في الفيلق الأجنبي (فلم)
أبوت وكوستيلو في الفيلق الأجنبي (بالإنجليزية: Abbott and Costello in the Foreign Legion) هو فيلم كوميدي تم إنتاجه في الولايات المتحدة وصدر في سنة 1950.

## الميزانية والإيرادات
بلغت تكلفة إنتاج الفيلم حوالي 679,687 دولار.

## وصلات خارجية
- مقالات تستعمل روابط فنية بلا صلة مع ويكي بيانات

1. ↑  "Top Grosses of 1950". Variety. 3 يناير 1951. ص. 58. مؤرشف من الأصل في 2019-12-15.